# Ованес Аркайехбайр
Ованес Аркайехбайр (на арменски: Հովհաննես Արքաեղբայր), известен също като Ованес Палтин (на арменски: Հովհաննես Պաղտին), е арменски учен, поет и миниатюрист от 13 век. Брат е на първия киликийски цар Хетум I, с което е свързано второто му име – Арк айехбайр (на арменски: Արք աեղբայր – Брат на царя). В история на арменската култура е известен като киликийски меценат, насърчавал строителството на манастири, съдействал на развитието на училищата към тях, участвал в книгописната дейност, създавал книгохранилища. Основател е на школата за калиграфия и миниатюра в манастира Гърнер.

## Биография
Роден е през 20-те години на 13 век, син е на Константин Барбарон и неговата втора съпруга Беатрис, кръщелното му име е Палтин. Образованието си получава в училището при Дразаркския манастир. През 1259 г. е назначен за архиепископ на Бардзрберд и Молевон, по-късно става архимандрит на Сис, столицата на Киликийското царство. Основава школа за книжна живопис в манастира Гърнер, обединява около нея скрипториите на Акнер и Бардзрберд и създава нов процъфтяващ културен център в Армения, известен като школата на Ованес. Написаните и илюстрирани в тези скриптории ръкописи притежават художествени качества и стил, различни от другите киликийски школи на миниатюрата.
Автор е на голяма поема за своя брат Хетум I, написана по повод неговото посещение на монголския двор през 1254 – 1256 г. Съчинява също панегирик на Богородицата и Йоан Кръстител и един неголям църковен химн. Занимава се с научна дейност, има труд по филология.
Известен е като миниатюрист. Сам търси, подбира и преписва църковните ръкописи, създава голяма манастирска библиотека. Преподава калиграфия, при подбора на учениците има високи изисквания, следи за качеството на тяхната работа и поправя преписаните от тях ръкописи. Неговите ученици, Вардан Бардзрбердци, Григор Пидзак, Барсег Киликеци, Степанос Вахкаци, стават известни художници. С участието на Ованес и по неговото нареждане са създадени десетки ръкописи. На неговата школа принадлежат известните със своите миниатюри Библия от 1263 – 1266 г. (Матенадаран, MS 4243), Библия от 1270 г. (Матенадаран, MS 345), Евангелие от 1287 г. (Матенадаран, MS 197), Библия на Хетум II от 1295 г. (Матенадаран, MS 180). Изписани със ситен шрифт болоргир те представляват забележителни образци на ръкописното изкуство. По-късните книгописци използват творбите на школата като модели за копиране.
Умира през 1289 г.
- „Извеждане на душите на праведниците от ада“, Матенадаран, MS 197.
- „Благовещение“, Матенадаран, MS 197.